# Mirufens shenyangensis
Mirufens shenyangensis är en stekelart som beskrevs av Lou 1991. Mirufens shenyangensis ingår i släktet Mirufens och familjen hårstrimsteklar. Inga underarter finns listade i Catalogue of Life.